# We Can Work It Out (låt med Andreas Johnson)
We Can Work It Out är en låt sjungen av artisten Andreas Johnson. Låten är en ballad, som framförs i Melodifestivalen 2010. Den tävlade i den andra deltävlingen i Sandviken den 13 februari 2010. Vid omröstningen i deltävlingen kom Johnson på andra plats och gick därmed vidare till finalen den 13 mars och slutade på sjätte plats. 
Låten är skriven av Andreas Johnson, samt musik av Bobby Ljunggren och Marcos Ubeda.

## Listplaceringar
| Lista (2010)         | Topplacering |
| -------------------- | ------------ |
| Svenska singellistan | 9            |